# Blasius Pujoraharja
Blasius Pujoraharja (* 12. Juni 1935 in Gamping) ist emeritierter Bischof von Ketapang.

## Leben
Blasius Pujoraharja empfing am 8. September 1961 die Priesterweihe.
Papst Johannes Paul II. ernannte ihn am 15. März 1979 zum Bischof von Ketapang. Die Bischofsweihe spendete ihm der Erzbischof von Semarang, Justinus Kardinal Darmojuwono, am 17. Juni desselben Jahres; Mitkonsekratoren waren Hieronymus Herculanus Bumbun OFMCap, Erzbischof von Pontianak, und Theodorus Lumanauw, Erzbischof von Ujung Pandang.
Am 25. Juni 2012 nahm Papst Benedikt XVI. sein aus Altersgründen vorgebrachtes Rücktrittsgesuch an.